# Ottomar Hoehne
Ottomar Hoehne (* 30. Juli 1871 in Treuenbrietzen; † 16. Juli 1932 in Greifswald) war ein deutscher Mediziner und Hochschullehrer.
Ottomar Hoehne studierte an den Universitäten Kiel, Berlin und Rostock Medizin. 1898 wurde er in Rostock promoviert, 1904 habilitierte er sich in Kiel. 1918 wurde Hoehne als Professor nach Greifswald berufen.
In den Jahren 1924 und 1928 war Ottomar Hoehne Vorsitzender der Nordwestdeutschen Gesellschaft für Gynäkologie.
| Vorgänger      | Amt                                    | Nachfolger   |
| -------------- | -------------------------------------- | ------------ |
| Konrat Ziegler | Rektor der Universität Greifswald 1929 | Gustav Braun |

| Personendaten    | Personendaten                           |
| ---------------- | --------------------------------------- |
| NAME             | Hoehne, Ottomar                         |
| KURZBESCHREIBUNG | deutscher Mediziner und Hochschullehrer |
| GEBURTSDATUM     | 30. Juli 1871                           |
| GEBURTSORT       | Treuenbrietzen                          |
| STERBEDATUM      | 16. Juli 1932                           |
| STERBEORT        | Greifswald                              |